# Lotta greco-romana ai Giochi della XIV Olimpiade - Pesi medi
La competizione della categoria pesi medi (fino a 79 kg) di lotta greco-romana dei Giochi della XIV Olimpiade si è svolta dal 3 al 6 agosto al Earls Court Exhibition Centre a Londra.

## Formato
Ad ogni incontro venivano assegnate le seguenti penalità:
- 0 = Al vincitore per schienata
- 1 = Al vincitore per decisione
- 2 = Allo sconfitto per decisione (1 giudici contro 2)
- 3 = Allo sconfitto per decisione (0 giudici contro 3)
- 3 = Allo sconfitto per schienata

Con cinque penalità o più il lottatore veniva eliminato.

## Risultati
| Legenda                                  | Legenda |
| ---------------------------------------- | ------- |
| Lottatore con 5 penalità o più Eliminato |         |

### 1º Turno
Si è disputato il 3 agosto.
| Vincitore           | Pen. | Risultato | Sconfitto      | Pen. |
| ------------------- | ---- | --------- | -------------- | ---- |
| Axel Grönberg       | 0    | Schienata | Abbas Ahmad    | 3    |
| Juho Kinnunen       | 1    | 2:1       | Gyula Németi   | 2    |
| Muhlis Tayfur       | 1    | 3:0       | Klaas de Groot | 3    |
| Ercole Gallegati    | 0    | Schienata | Alberto Bolzi  | 3    |
| Anton Vogel         | 0    | Schienata | Stan Bissell   | 3    |
| Jean-Baptiste Benoy | 0    | Schienata | Ernst Kolb     | 3    |
| Kaare Larsen        | 0    |           | Esentato       |      |

### 2º Turno
Si è disputato il 4 agosto.
| Vincitore           | Pen. | Risultato | Sconfitto      | Pen. |
| ------------------- | ---- | --------- | -------------- | ---- |
| Axel Grönberg       | 1    | 3:0       | Kaare Larsen   | 3    |
| Juho Kinnunen       | 1    | Schienata | Abbas Ahmad    | 6    |
| Gyula Németi        | 2    | Schienata | Klaas de Groot | 6    |
| Muhlis Tayfur       | 1    | Schienata | Alberto Bolzi  | 6    |
| Ercole Gallegati    | 1    | 3:0       | Anton Vogel    | 3    |
| Jean-Baptiste Benoy | 0    | Schienata | Stan Bissell   | 6    |
| Ernst Kolb          | 3    |           | Esentato       |      |

### 3º Turno
Si è disputato il 5 agosto.
| Vincitore           | Pen. | Risultato | Sconfitto        | Pen. |
| ------------------- | ---- | --------- | ---------------- | ---- |
| Kaare Larsen        | 3    | Schienata | Ernst Kolb       | 6    |
| Axel Grönberg       | 1    | Schienata | Juho Kinnunen    | 4    |
| Gyula Németi        | 2    | Schienata | Ercole Gallegati | 4    |
| Muhlis Tayfur       | 1    | Schienata | Anton Vogel      | 6    |
| Jean-Baptiste Benoy | 0    |           | Esentato         |      |

### 4º Turno
Si è disputato il 5 agosto.
| Vincitore        | Pen. | Risultato | Sconfitto           | Pen. |
| ---------------- | ---- | --------- | ------------------- | ---- |
| Kaare Larsen     | 4    | 3:0       | Jean-Baptiste Benoy | 3    |
| Axel Grönberg    | 1    | 3:0       | Gyula Németi        | 5    |
| Juho Kinnunen    | 5    | 3:0       | Muhlis Tayfur       | 4    |
| Ercole Gallegati | 4    |           | Esentato            |      |

### 5º Turno
Si è disputato il 6 agosto.
| Vincitore        | Pen. | Risultato | Sconfitto           | Pen. |
| ---------------- | ---- | --------- | ------------------- | ---- |
| Axel Grönberg    | 1    | Schienata | Jean-Baptiste Benoy | 6    |
| Ercole Gallegati | 5    | 3:0       | Kaare Larsen        | 7    |
| Muhlis Tayfur    | 4    |           | Esentato            |      |

### Turno finale
Si è disputato il 6 agosto.
| Vincitore     | Pen. | Risultato | Sconfitto     | Pen. |
| ------------- | ---- | --------- | ------------- | ---- |
| Axel Grönberg | 2    | 3:0       | Muhlis Tayfur | 7    |

## Classifica finale
| Pos.    | Atleta              | Nazione       |
| ------- | ------------------- | ------------- |
| Oro     | Axel Grönberg       | Svezia        |
| Argento | Muhlis Tayfur       | Turchia       |
| Bronzo  | Ercole Gallegati    | Italia        |
| 4       | Jean-Baptiste Benoy | Belgio        |
| 5       | Kaare Larsen        | Norvegia      |
| 6       | Juho Kinnunen       | Finlandia     |
| 7       | Gyula Németi        | Ungheria      |
| 8       | Anton Vogel         | Austria       |
| 8       | Ernst Kolb          | Svizzera      |
| 10      | Alberto Bolzi       | Argentina     |
| 10      | Abbas Ahmad         | Egitto        |
| 10      | Stan Bissell        | Gran Bretagna |
| 10      | Klaas de Groot      | Paesi Bassi   |